# Johanne Schmidt-Nielsen
Johanne Schmidt-Nielsen (Odense, 22 febbraio 1984) è una politica danese.
È membro dell'Alleanza rosso-verde. All'età di 23 anni, viene eletta in occasione delle elezioni parlamentari del 2007 al Folketing, il Parlamento nazionale, divenendo così uno dei più giovani deputati della storia del suo Paese.
A Schmidt-Nielsen è stato riferito da parte della stampa il titolo di "nuova regina dell'Alleanza Rosso-Verde".

## Biografia
Nata da Peter Hjuler-Jensen, vicedirettore del dipartimento per l'energia eolica a Risø e da Dorte Schmidt-Nielsen, insegnante, è cresciuta con la madre e ha frequentato le scuole a Odense.
Da giovanissima inizia la militanza politica: nel 1997 era ancora una studentessa delle medie e cominciò a occuparsi dei suoi compagni provenienti da famiglie povere; a quindici anni diventa vicepresidente dell'associazione degli studenti della scuola secondaria presentandosi come socialdemocratica, ma ben presto si radicalizza e partecipa a manifestazioni di protesta organizzate dai no-global a Göteborg, a Rostock e a Praga. Nel 2005 tenta senza successo di farsi eleggere consigliere municipale a Copenaghen, ma nel maggio 2006 viene eletta membro del comitato esecutivo dell'Alleanza Rosso-Verde e rieletta l'anno successivo. Nel 2007 si laurea in scienze sociali all'Università di Roskilde.
Fino al 2007 ha fatto parlare di sé più per le spettacolari azioni di protesta che per l'attività politica: una volta ha lanciato 200 kg di pasta e 40 litri di salsa di pomodoro sul ministero delle Finanze per protestare contro i tagli alle borse di studio; ha denunciato la rivista porno Super per istigazione alla prostituzione; ha piantato arbusti nell'Ørstedsparken di Copenaghen per protesta contro l'omofobia; in un'altra occasione ha addobbato il ministero delle Politiche sociali con dei reggicalze rossi per chiedere il rispetto della parità dei sessi.
Nella campagna elettorale in vista delle politiche del 2007, incentra la sua campagna sui temi della sicurezza sociale e della lotta alle discriminazioni. ed entra nel Parlamento danese facendo ottenere quattro seggi alla sua compagine elettorale. Il 12 novembre partecipa a un dibattito televisivo per dirigenti di partito in rappresentanza dell'Alleanza rosso-verde, la quale viene diretta da un comitato e non da un leader unico.
Con lei nelle elezioni parlamentari del 2011 l'Alleanza Rosso-Verde ha ottenuto il 6,7 per cento dei voti e 12 seggi in Parlamento. Il sistema elettorale danese consente ai cittadini di votare per il singolo candidato e in tale occasione la Schmidt-Nielsen ha ottenuto il numero più alto di preferenze nel suo collegio, superando di circa 15000 voti anche la premier Helle Thorning-Schmidt. Nel 2015 ha riconfermato il suo seggio, ma nel turno elettorale del 2019, a causa della regola che limita a due mandati la permanenza di un candidato in Parlamento, non ha potuto ripresentarsi.